# Будинок Маврокордато
47°12′57″ пн. ш. 38°55′50″ сх. д. / 47.215833333333° пн. ш. 38.930555555556° сх. д.
Будинок Маврокордато — півтораповерхова будівля в місті Таганрозі Ростовської області. Є об'єктом культурної спадщини регіонального значення. Рішення № 301 від 18.11.92 року.
Адреса: м. Таганрог, вул. Грецька, 101.

## Історія
Півтораповерховий будинок в місті Таганрозі по вул. Грецька, 101 з п'ятьма вікнами по фасаду з кам'яними напівколонами і пілястрами на парадному вході на фасаді побудований в 1830-х роках. Будівля має ліпний орнамент, пілястри, пофарбовані в блакитний колір, дрібні архітектурні деталі пофарбовані в білий колір.
З 1870-х рр. власником будинку був таганрозький купець Антон Сарандинаки, потім — грецько-піддана Катерина Михайлівна Кальвокореси. У 19 років Катерина Михайлівна побралася з 35-річним греком Михайлом Івановичем. В 1867 році подружжя Кальвокоресі були присутні в Грецькій церкві, на хрестинах сина Івана, який народився в сім'ї Теохориді і як свідки на весіллі купця 1-ї гільдії Дмитра Амвросійовича Негропонте, що одружився з дочкою колезького реєстратора Оленою Миколаївною Ав'єріно.
На початку ХІХ століття будинок придбав у власність грецько-підданий Матвій Стоматійович Маврокордато. Його батько, Стоматі Матвійович, 1830 року народження і мати Віргінія Миколаївна Авьеріно, 1841 року народження, вінчалися в Грецькій церкві в січні 1858 року.
Свій будинок по вул. Грецька, 100 господарі здавали в оренду під квартири і контори. У 1910-х роках тут проживав присяжний повірений Іван Іванович Корсун, розташовувалася агентурно-комісійна контора підприємців Стогону і Векслера. Таганрожець Пузанов у своїх мебльованих кімнатах цього будинку влаштовував знайомства молодих людей з дівчатами легкої поведінки.
Після приходу в місто Радянської влади і до 1925 року будівля належала торговцям Берковичам.
Нині це житловий будинок з приватизованими квартирами, пам'ятник культурної спадщини регіонального значення.